# Porte de la reine
La Porte de la reine (anglais : Queen's Gates) est l'entrée cérémoniale de la Colline du Parlement à Ottawa, au Canada.

## Histoire
Construite en 1872 dans le mur Wellington, entre deux piliers conçus dans le style gothique victorien qui est à la mode au Canada à l'époque, la porte se trouve dans l'axe central de la Colline du Parlement, alignée avec la Flamme du centenaire et la Tour de la Paix. Elle donne sur la rue Wellington.